# Abner Coburn
Abner Coburn, född 22 mars 1803 i Old Canaan (nuvarande Skowhegan), Massachusetts (i nuvarande Maine), död 4 januari 1885 i Skowhegan, Maine, var en amerikansk republikansk politiker och affärsman. Han var Maines guvernör 1863–1864.
Coburn kom från Old Canaan som år 1823 bytte namn till Millburn och år 1836 vidare till Skowhegan. Coburn var en av ortens mest framstående affärsmän och familjeföretaget som han hade grundat tillsammans med fadern Eleazar och brodern Philander blev så småningom Maines största ägare av privat mark.
Coburn efterträdde 1863 Israel Washburn som guvernör och efterträddes 1864 av Samuel Cony. Vid den tidpunkten var han en av de rikaste personerna i Maine och han stödde starkt nordstaternas insatser i amerikanska inbördeskriget. Efter kriget tjänstgjorde han som verkställande direktör för järnvägsbolaget Maine Central Railroad. Fyra år efter Coburns död byggdes biblioteket Skowhegan Free Public Library med pengar som ex-guvernören hade testamenterat.